# سیدارت نارایان
سیدارت نارایان (متولد۱۷ آوریل ۱۹۷۹)هنرپیشه هندی است که در فیلم‌های به زبان تامیل، تلگو و هندی بازی می‌کند. به غیر از بازیگری او درفیلم‌ها به عنوان خواننده، فیلم‌نامه‌نویس، تهیه‌کننده حضور دارد. او یکی از معدود
بازیگران هندی است که توانایی انجام تمام این‌ها را دارد.
پس از پایان تحصیلاتش، سیدارت دستیار کارگردان یکی از فیلم‌های "مانی رتنام"(کارگردان مطرح جنوب هندی) شد پیش از آنکه اولین فیلمش رادر فیلم
پسرها به کارگردانی اس شانکار در نقش اصلی بازی کند. موفقیت فیلم باعث شد او سپس در فیلم پرستاره مانی رتنام به نام سه نفر بازی کند. سپس به‌طور متوالی موفق به به دست آوردن موفقیت‌ها تجاری و انتقادی در فیلم‌های "نووستانانته ننودانانتا"(۲۰۰۵)، رنگ د بسنتی(۲۰۰۶)
و خانه عروسکی(۲۰۰۶)شد. در اواخر دهه ۲۰۰۰، سیدارت موفق شد خودش را به عنوان یکی از ستاره‌ها در سینمای تلگو ثابت کند. سپس تصمیم گرفت
در مورد انتخاب فیلم‌هایش بیشتر دقیق باشد و تحسین منتقدین را به عنوان یک بازیکن در فیلم مهاجم، یک جنگجوی نابینا
در فیلم فانتزی "روزی روزگاری یک جنگجو" به دست آورد. سیدارت در سال ۲۰۱۱ پس از ۶ سال با فیلم دو زبانه "۱۸۰" به سینمای تامیل بازگشت و در سال ۲۰۱۲ درنقش اصلی فیلم موفق آشفتگی در عشق بازی کرد که فیلم به هردو زبان تامیل و تلگو ساخته شد. سیدارت در سال ۲۰۱۴ بافیلم‌های تجاری و انتقادی موفق سنگدل و "قهرمان حماسه ای" سال پرباری را تجربه کرد.

## فیلم‌شناسی

### بازیگر
| سال  | فیلم                                | نقش                         | زبان    | نکات |
| ---- | ----------------------------------- | --------------------------- | ------- | --- |
| ۲۰۰۲ | کاناتیل موتامیتال                   | مسافر اتوبوس                | تامیل   | نقش در فیلم دیده نشده |
| ۲۰۰۳ | پسرها                               | مونا                        | تامیل   | برنده بهترین بازیگر مردتازه وارداز جشنواره بین‌المللی فیلم‌های تامیل |
| ۲۰۰۴ | سه نفر                              | آرجون                       | تامیل   | |
| ۲۰۰۵ | اگه تو بگی میخوای بیای، من میگم نه؟ | سانتوش                      | تلگو    | برنده بهترین بازیگر مرد از جشنواره فیلم فیر- تلگو |
| ۲۰۰۶ | ماه در میان ستارگان                 | آرجون                       | تلگو    | نویسنده فیلمنامه |
| ۲۰۰۶ | رنگ فداکاری                         | کاران سینگانیا              | هندی    | برنده بهترین بازیگر مرد تازه‌وارد از جشنواره اسکرین نامزد بهترین بازیگر مرد تازه‌وارد از جشنواره فیلم فیر نامزد بهترین بازیگر نقش مکمل مرد از جشنواره فیلم فیر نامزدبهترین بازیگر مرد تازه‌وارد از جشنواره زی سینه نامزد جایزه بهترین بازیگر نقش مکمل مرد از جشنواره زی سینه نامزد ستاره تازه‌وارد مرد سال از جشنواره آیفا نامزد جایزه ستاره مرد فردا از جشنواره از استارداست نامزد بهترین بازیگر مرد تازه‌وارد از جشنواره گیفا |
| ۲۰۰۶ | خانه عروسک‌ها                        | سیدارت (سیدو) آدالا         | تلگو    | نامزدبهترین بازیگر مرد از جشنواره فیلم فیر- تلگو |
| ۲۰۰۷ | بازی                                | سری کریشنا                  | تلگو    | |
| ۲۰۰۹ | گاهی آسانی گاهی سختی                | سیدارت (سیدو)               | تلگو    | |
| ۲۰۰۹ | هی!                                 | آدی                         | تلگو    | |
| ۲۰۱۰ | مهاجم                               | سوریاکانت سرنگ              | هندی    | |
| ۲۰۱۰ | باوا                                | ویرابابو                    | تلگو    | |
| ۲۰۱۱ | روزی روزگاری یک جنگجو               | یودا                        | تلگو    | |
| ۲۰۱۱ | ۱۸۰                                 | آجی کومار (مانو)            | تلگو    | |
| ۲۰۱۱ | ۱۸۰                                 | آجی کومار (مانو)            | تامیل   | |
| ۲۰۱۱ | اوه دوست من                         | چندو                        | تلوگو   | |
| ۲۰۱۲ | چگونه با عشق بمیرم                  | آرون                        | تامیل   | |
| ۲۰۱۲ | آشفتگی در عشق                       | آرون                        | تلگو    | |
| ۲۰۱۳ | بچه‌های نیمه شب                      | شیوا                        | انگلیسی | |
| ۲۰۱۳ | جباردست                             | بایروجی                     | تلگو    | |
| ۲۰۱۳ | پادشاه                              | سیدارت                      | تلگو    | حضور افتخاری |
| ۲۰۱۳ | چشم بد دور                          | Jai                         | هندی    | |
| ۲۰۱۳ | اودهایم ان اچ ۴                     | پرابو                       | تامیل   | |
| ۲۰۱۳ | تو باید با آتیش کار کنی کومار       | کومار                       | تامیل   | |
| ۲۰۱۳ | یه چیزی                             | کومار                       | تلگو    | |
| ۲۰۱۴ | قلب یخی                             | کارتیک سوبرمانیام           | تامیل   | |
| ۲۰۱۴ | قهرمان حماسه ای                     | تالیوانکوتان کالیپاباگواتار | تامیل   | نامزد بهترین بازیگر مرد از جشنواره فیلم فیر- تامیل نامزد بهترین بازیگر مرد از جشنواره فیلم ویجی برنده بهترین بازیگر مرد از جشنواره نروژ تامیل فیلم فستیوال |
| ۲۰۱۵ | مردی درون من                        | ویکی/ ویگنش                 | تامیل   | |
| ۲۰۱۶ | قصر۲                                | مورالی                      | تامیل   | |
| ۲۰۱۶ | جیل جانگ جک                         | جیل                         | تامیل   | پس تولید |
| ۲۰۱۷ | خانه                                |                             |         | |

### تهیه‌کننده
| سال  | فیلم          | زبان  |
| ---- | ------------- | ----- |
| ۲۰۱۲ | آشفتگی در عشق | تامیل |
| ۲۰۱۲ | آشفتگی در عشق | تلگو  |
| ۲۰۱۶ | جیل جانگ جک   | تامیل |

### خواننده
| سال  | عنوان              | زبان  | آهنگ(ها)                                   | آهنگ ساز(ها)                  |
| ---- | ------------------ | ----- | ------------------------------------------ | ----------------------------- |
| ۲۰۰۶ | ماه درمیان ستارگان | تلگو  | "همه با هم"، "ادالو اپدو"                  | چاکری                         |
| ۲۰۰۶ | خانه عروسکی        | تلگو  | "اپدو ایپدو"                               | دوی سری پرساد                 |
| ۲۰۰۷ | بازی               | تلگو  | "نینو چوستانه"                             | دوی سری پرساد                 |
| ۲۰۰۸ | سانتوش سوبرمانیان  | تامیل | "ادادا ادادا"                              | دوی سری پرساد                 |
| ۲۰۰۹ | هی!                | تلگو  | "اوی اوی"                                  | یووان شانکر راجا              |
| ۲۰۱۰ | مهاجم              | هندی  | "بمبی بمبی"، "هگ سه"                       | آمیت تریودی، یووان شانکر راجا |
| ۲۰۱۰ | باوا               | تلگو  | "باوا باوا"                                | چاکری                         |
| ۲۰۱۱ | اوه دوست من        | تلگو  | "مای ددی پاکتس"، "سری چنتانیا جونیور کالج" | راهول راج                     |
| ۲۰۱۲ | آشفتگی در عشق      | تامیل | "پارواتی پارواتی", "آناندا جلودوسم"        | تامان                         |
| ۲۰۱۵ | مردی درون من       | تامیل | "پرابالما گوی"                             | سانتوش نارایان                |
| ۲۰۱۵ | توت فرنگی          | تامیل | "توت فرنگی"                                | تاج نور                       |
| ۲۰۱۶ | جیل جانگ جک        | تامیل | "شوت د کیلی"                               | ویشال چاندراشکر               |